# NGC 2884
NGC 2884 est une vaste galaxie lenticulaire située dans la constellation de l'Hydre. NGC 2884 a été découverte par l'astronome prussien Heinrich d'Arrest en 1865.

## Caractéristiques
Sa vitesse par rapport au fond diffus cosmologique est de (5 520 ± 25) km/s, ce qui correspond à une distance de Hubble de 81,4 ± 5,7 Mpc (∼265 millions d'al).
À ce jour, une mesure non basée sur le décalage vers le rouge (redshift) donne une distance d'environ 49,400 Mpc (∼161 millions d'al). Cette valeur est loin à l'extérieur des valeurs de la distance de Hubble. 
NGC 2884 présente une large raie HI.